# Chrotomys whiteheadi
Chrotomys whiteheadi — вид гризунів родини мишевих (Muridae). Зустрічається тільки на Філіппінах. Його природне середовище проживання — субтропічні або тропічні сухі ліси.

## Морфологічна характеристика
Це гризун середнього розміру із загальною довжиною від 254 до 310 мм, включаючи хвіст від 95 до 135 мм і вагою від 105 до 190 грамів. Довжина задніх лап становить від 36 до 40 мм, а довжина вух — від 23 до 27 мм. Характеризується кремезним тілом, товстим хвостом, трохи витягнутою мордою і маленькими очима. Світла поздовжня смуга розташована на м'якому, густому, чорно-бурому хутрі на спині. На відміну від інших представників роду, диплоїдний хромосомний набір цього виду містить 38 хромосом.

## Спосіб життя
Ця миша може бути активною в будь-який час доби. Вона ділить свою територію з різними іншими гризунами та харчується дощовими черв’яками та іншими безхребетними.